# La Prisonnière (film, 1922)
Pour les articles homonymes, voir La Prisonnière.
Pour plus de détails, voir Fiche technique et Distribution.
La Prisonnière (titre original : One Week of Love) est un film muet américain réalisé par George Archainbaud et sorti en 1922.

## Fiche technique
- Titre original : One Week of Love
- Réalisation : George Archainbaud
- Scénario : George Archainbaud, d'après une histoire de Edward J. Montagne
- Production : Lewis J. Selznick
- Distribution : Selznick Pictures Corporation
- Photographie : Jules Cronjager
- Montage : H.P. Bretherton
- Durée :70 minutes
- Date de sortie : 
  - États-Unis : novembre 1922

## Distribution
- Elaine Hammerstein : 	Beth Wynn
- Conway Tearle : 	Buck Fearnley
- Kate Lester : Honoria Van Dyke
- Hallam Cooley : Francis Fraser
- Billie Dove : une invitée à la baignade (non créditée)